# Leptocentrus terminalis
Leptocentrus terminalis är en insektsart som beskrevs av Walker. Leptocentrus terminalis ingår i släktet Leptocentrus och familjen hornstritar. Inga underarter finns listade i Catalogue of Life.